# 74. ročník udílení Filmových cen Britské akademie
74. ročník udílení Filmových cen Britské akademie se konal v Royal Albert Hall v Londýně ve dnech 10. a 11. dubna 2021. Ceremoniál moderovali Clara Amfo, Edith Bowman a Dermot O'Leary. Ocenění byla předána nejlepším filmům a dokumentům britským i mezinárodním, které se promítaly v britských kinech v letech 2020 a 2021. Nominace byly oznámeny 9. března 2021. Nejvíce nominací získaly filmy Země nomádů a Rocks. Nejvíce cen si odnesl film Země nomádů, celkem 4.

## Vítězové a nominovaní

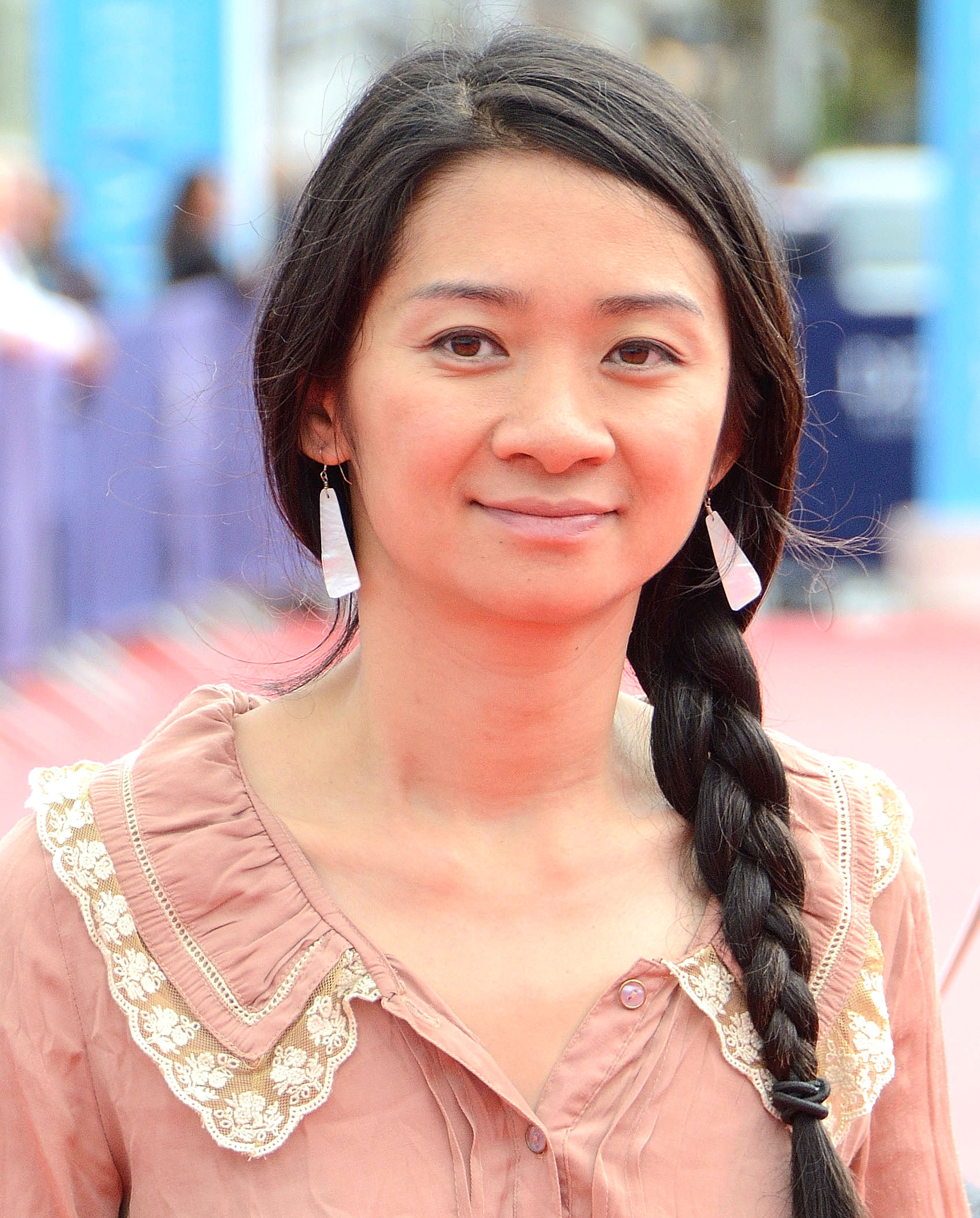
Chloé Zhaová, vítězka v kategorii nejlepší režie a nejlepší film

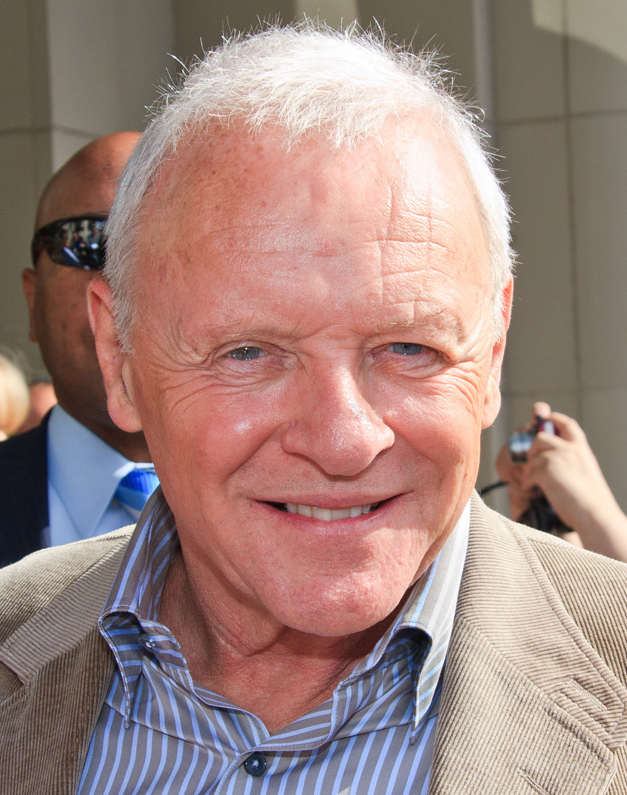
Anthony Hopkins, vítěz v kategorii nejlepší mužský herecký výkon v hlavní roli

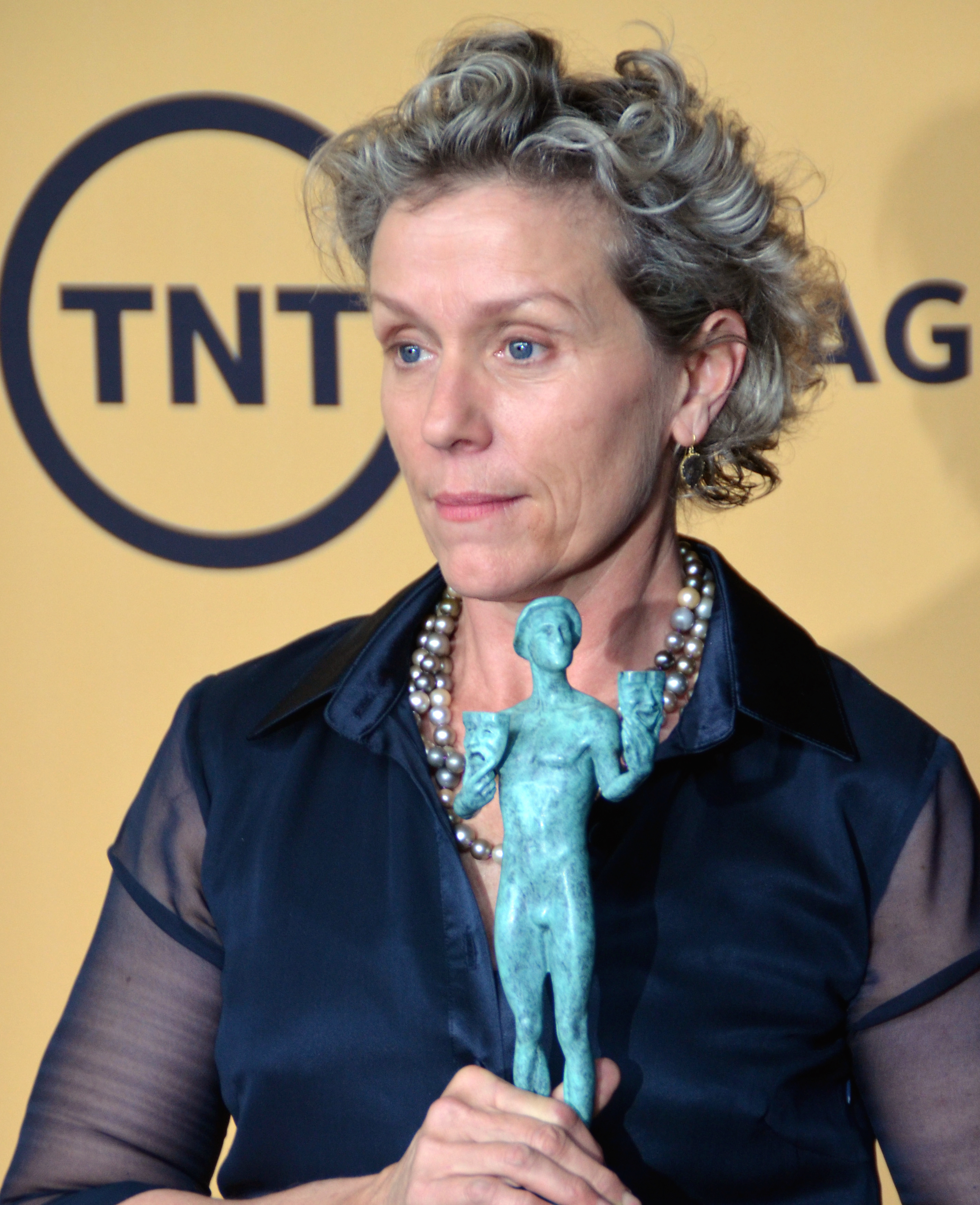
Frances McDormandová, vítězka v kategorii nejlepší ženský herecký výkon v hlavní roli

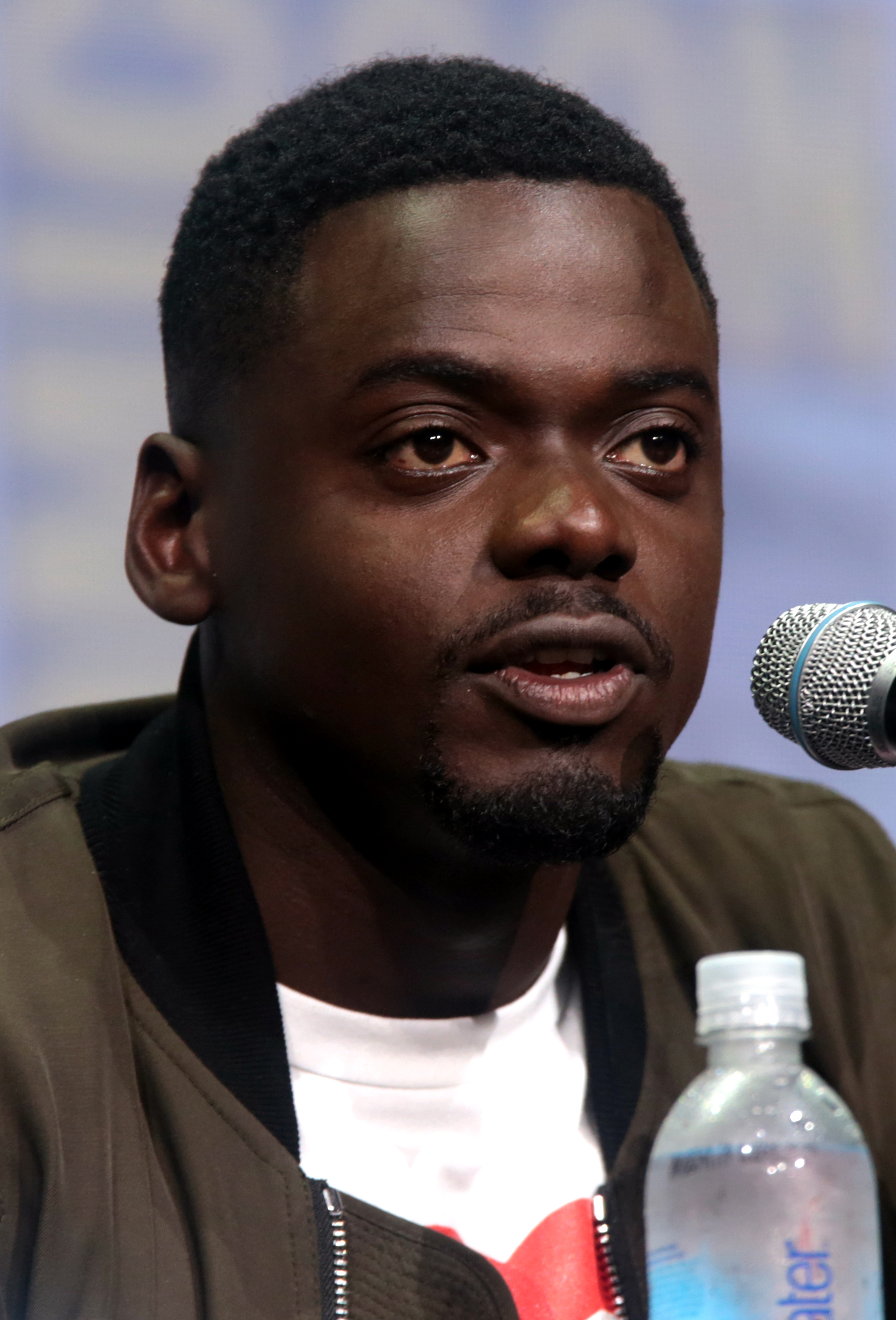
Daniel Kaluuya, vítěz v kategorii nejlepší mužský herecký výkon ve vedlejší roli

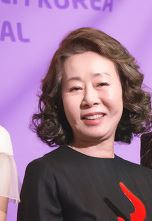
Jun Jo-čong, vítězka v kategorii nejlepší ženský herecký výkon ve vedlejší roli

Vítěz je vždy uveden jako první a tučným písmem.
| Nejlepší film | Nejlepší režisér |
| --- | --- |
| Země nomádů – Mollye Asher, Dan Janvey, Frances McDormandová, Peter Spears a Chloé Zhaová - Otec – Philippe Carcassonne, Jean-Louis Livi a David Parfitt - Mauritánec: Deník z Guantánama – Adam Ackland, Leah Clarke, Beatriz Levin a Lloyd Levin - Nadějná mladá žena – Ben Browning, Emerald Fennell, Ashley Fox a Josey McNamara - Chicagský tribunál – Stuart M. Besser a Marc Platt | Chloé Zhaová – Země nomádů - Jasmila Žbanić – Quo Vadis, Aida? - Lee Isaac Chung – Minari - Sarah Gavron – Rocks - Shannon Murphy – Než skončí léto - Thomas Vinterberg – Chlast |
| Nejlepší herec v hlavní role | Nejlepší herečka v hlavní roli |
| Anthony Hopkins – Otec jako Anthony - Adarsh Gourav – Bílý tygr jako Balram Halwai / Ashok Sharma - Chadwick Boseman (in memoriam) – Ma Rainey – matka blues jako Levee Green - Mads Mikkelsen – Chlast jako Martin - Riz Ahmed – Zvuk metalu jako Ruben Stone - Tahar Rahim – Mauritánec: Deník z Guantánama jako Mohamedou Ould Slahi | Frances McDormandová – Země nomádů jako Fern - Alfre Woodard – Clemency jako Warden Bernadine Williams - Bukky Bakray – Rocks jako Olushola Omotoso - Radha Blank – Čtyřicetiletá verze jako Radha - Vanessa Kirby – Střípky ženy jako Martha Weiss - Wunmi Mosaku – Jeho dům jako Rial |
| Nejlepší herec ve vedlejší roli | Nejlepší herečka ve vedlejší roli |
| Daniel Kaluuya – Jidáš a černý mesiáš jako Fred Hampton - Alan Kim – Minari jako David Yi - Barry Keoghan – Calm with Horses jako Dymphna - Clarke Peters – Bratrstvo pěti jako Otis - Leslie Odom Jr. – Noc v Miami. . . jako Sam Cooke - Paul Raci – Zvuk metalu jako Joe | Jun Jo-čong – Minari jako Soon-ja - Ashley Madekwe – County Lines jako Toni - Dominique Fishback – Jidáš a černý mesiáš jako Akua Njeri - Kosar Ali – Rocks jako Sumaya - Maria Bakalova – Boratův navázaný telefilm jako Tutar Sagdiyev - Niamh Algar – Calm with Horses jako Ursula |
| Nejlepší původní scénář | Nejlepší adaptovaný scénář |
| Emerald Fennell – Nadějná mladá žena - Chlast – Tobias Lindholm a Thomas Vinterberg - Mank – Jack Fincher - Rocks – Theresa Ikoko a Claire Wilson - Aaron Sorkin – Chicagský tribunál | Otec — Christopher Hampton a Florian Zeller - Vykopávky – Moira Buffini - Mauritánec: Deník z Guantánama – Rory Haines, Sohrab Noshirvani a M.B. Traven - Země nomádů — Chloé Zhaová, - Bílý tygr — Ramin Bahrani |
| Nejlepší kamera | Nejlepší debut – scénář, režie nebo produkce |
| Země nomádů – Joshua James Richards - Jidáš a černý mesiáš – Sean Bobbitt - Mank – Erik Messerschmidt - Mauritánec: Deník z Guantánama – Alwin H. Küchler - Zprávy ze světa – Dariusz Wolski | Jeho dům – Remi Weekes (scénář/režie) - Limbo – Ben Sharrock (scénář/režie) a Irune Gurtubai (produkce) - Teplouš – Jack Sidey (scénář/produkce) - Rocks – Theresa Ikoko a Claire Wilson (scénář) - Svatá Maud – Rose Glass (scénář/režie) a Oliver Kassman (produkce) |
| Nejlepší britský film | Nejlepší dokument |
| Nadějná mladá žena – Emerald Fennell, Ben Browning, Ashley Fox a Josey McNamara - Calm with Horses – Nick Rowland, Daniel Emmerson a Joe Murtagh - Vykopávky – Simon Stone, Gabrielle Tana a Moira Buffini - Otec – Florian Zeller, Philippe Carcassone, Jean-Louis Livi, David Parfitt a Christopher Hampton - Jeho dům – Remi Weekes, Martin Gentles, Edward King a Roy Lee - Limbo – Ben Sharrock, Irune Gurtubai a Angus Lamont - Mauritánec: Deník z Guantánama – Kevin Macdonald, Adam Ackland, Leah Clarke, Beatriz Levin, Lloyd Levin, Rory Haines, Sohrab Noshirvani a M.B. Traven - Mogul Mowgli – Bassam Tariq, Riz Ahmed, Thomas Benski a Bennett McGhee - Rocks – Sarah Gavron, Ameenah Ayub Allen, Faye Ward, Theresa Ikoko a Claire Wilson - Saint Maud – Rose Glass, Andrea Cornwell a Oliver Kassman | Moje učitelka chobotnice – Pippa Ehrlich, James Reed a Craig Foster - Kolektiv – Alexander Nanau - Život na naší planetě – Alastair Fothergill, Jonnie Hughes a Keith Scholey - The Dissident – Bryan Fogel, Thor Halvorssen, Mark Monroe a Jake Swantko - Sociální dilema – Jeff Orlowski a Larissa Phodes |
| Nejlepší původní hudba | Nejlepší zvuk |
| Trent Reznor, Atticus Ross a Jon Batiste – Duše - Trent Reznor a Atticus Ross – Mank - Emile Mosseri – Minari - James Newton Howard – Zprávy ze světa - Nadějná mladá žena – Anthony Willis | Zvuk metalu – Nicolas Becker, Jaime Baksht, Michelle Couttolenc, Carlos Cortes a Philip Bladh - Greyhound – Beau Borders, Christian P. Minkler, Michael Minkler, Warren Shaw a David Wyman - Zprávy ze světa – Michael Fentum, William Miller, Mike Prestwood Smith, John Pritchett a Oliver Tarney - Země nomádů – Sergio Díaz, Zach Seivers a M. Wolf Snyder - Duše – Coya Elliott, Ren Klyce a David Parker |
| Nejlepší vedoucí výpravy | Nejlepší speciální efekty |
| Mank – Donald Graham Burt a Jan Pascale - Vykopávky – Maria Djurkovic a Tatiana Macdonald - Otec – Peter Francis a Cathy Featherstone - Zprávy ze světa – David Crank a Elizabeth Keenan - Rebecca – Sarah Greenwood a Katie Spencer | Tenet – Scott R. Fisher, Andrew Jackson a Andrew Lockley - Greyhound – Peter Bebb, Nathan McGuinness a Sebastian von Overheidt - Půlnoční nebe – Matt Kasmir, Chris Lawrence, Max Solomon a David Watkins - Mulan – Sean Faden, Steve Ingram, Anders Langlands a Seth Maury - Ivan je jen jeden – Santiago Colomo Martinez, Nick Davis, Greg Fisher a Ben Jones                                                |
| Nejlepší kostýmy | Nejlepší make-up a účesy |
| Ma Rainey – matka blues – Ann Roth - Ammonite – Michael O'Connor - Vykopávky – Alice Babidge - Emma. – Alexandra Byrne - Mank – Trish Summerville | Ma Rainey – matka blues – Matiki Anoff, Larry M. Cherry, Sergio Lopez-Rivera a Mia Neal - Vykopávky – Jenny Shircore - Americká elegie – Patricia Dehaney, Eryn Krueger Mekash a Matthew W. Mungle - Mank – Colleen LaBaff, Kimberley Spiteri and Gigi Williams - Pinocchio – Dalia Colli, Mark Coulier a Francesco Pegoretti                                                                                  |
| Nejlepší střih | Nejlepší cizojazyčný film |
| Zvuk metalu – Mikkel E.G. Nielsen - Otec – Yorgos Lamprinos - Země nomádů – Chloé Zhaová - Nadějná mladá žena – Frédéric Thoraval - Chicagský tribunál – Alan Baumgarten | Chlast – Thomas Vinterberg, Kasper Dissing a Sisse Graum Jørgensen - Drazí soudruzi! – Andrei Konchalovsky a Alisher Usmanov - Bídníci – Ladj Ly, Toufik Ayadi a Christophe Barral - Minari – Lee Isaac Chung a Christina Oh - Quo Vadis, Aida? – Jasmila Žbanić a Damir Ibrahimovich |
| Nejlepší animovaný film | Nejlepší krátký animovaný film |
| Duše – Pete Docter a Dana Murray - Frčíme– Kori Rae a Dan Scanlon - Vlkochodci – Tomm Moore, Ross Stewart a Paul Young | Básník a kočička – Mole Hill a Laura Duncalf - A potom přijde oheň – Renaldho Pelle, Yanling Wang a Kerry Jade Kolbe - The Song of a Lost Boy – Daniel Quirke, Jamie MacDonald a Brid Arnstein |
| Nejlepší krátkometrážní film | Nejlepší casting |
| The Present – Farah Nabulsi - Eyelash – Jesse Lewis Reece a Ike Newman - Lizard – Akinola Davies, Rachel Dargavel a Wale Davies - Lucky Break – John Addis a Rami Sarras Pantoja - Miss Curvy – Ghada Eldemellawy | Rocks – Lucy Pardee - Calm with Horses – Shaheen Baig - Jidáš a černý mesiáš – Alexa L. Fogel - Minari – Julia Kim - Nadějná mladá žena – Lindsay Graham-Ahanonu a Mary Vernieu |
| Vycházející hvězda (podle hlasování veřejnosti) | |
| Bukky Bakray - Conrad Khan - Kingsley Ben-Adir - Morfydd Clark - Ṣọpẹ Dìrísù | |